# Фризийски езици
Фризийските езици са група от германски езици, тясно свързани един с друг, използвани от около 500 хил. фризийци, които живеят по южното крайбрежие на Северно море в Нидерландия и Германия. Фризийските езици са най-близката жива езикова група на английските езици. Двете групи оформят така наречената Англо-фризийска група. Въпреки това обаче съвременният английски език и фризийският не са взаимноразбираеми, както не са взаимноразбираеми и самите фризийски езици поради независимите езикови иновации и чужди влияния.
Има три различни фризийски езици: Западнофризийски, който е и най-широкоговоримият от трите и е официален език в Нидерландската провинция Фризия, където се говори и на континенталната част и на два от Западнофризийските острови Терсхелинг и Схийрмоникоох. В допълнение на това езикът се говори в четири села в Уестерквартиър на съседната провинция Хронинген. Севернофризийският се говори в най-северната германска област Северна Фризия – в севернофризийската контитентална земя и на севернофризийските острови Зюлт, Фьор, Амрум и Халиген. Езикът също се използва на островите Хелголанд и Дюне в Северно море. Третият фризийски език – сатерландският фризийски, който е вариант на източнофризийския, се говори само в четири села в Сатерланд, което по ирония на съдбата се намира извън границите на провинция Източна Фризия, където в допълнение на немския се използва източнофризийският нисък немски, който не е фризийски език, а е вариант на ниския немски/ниския саксонски.